# Dassower Mühle
Dassower Mühle war ein Wohnplatz im Gebiet der preußischen Provinz Pommern.
Der Wohnplatz bestand aus dem Mühlenbetrieb des Dorfes Dassow. Im Jahre 1844 wurde etwa 300 Meter vom südwestlichen Ortsrand von Dassow entfernt erstmals eine Windmühle errichtet. Die Mühle wurde 1878 durch Feuer zerstört und durch eine neue Windmühle ersetzt. Letzter Besitzer war der Müllermeister Boneß (auch Bonehs), der die Mühle 1899 übernahm, 1929 nach der Elektrifizierung von Dassow modernisierte und bis 1945 betrieb.
Bis 1945 gehörte Dassower Mühle zur Gemeinde Dassow und gehörte mit dieser zum Kreis Kolberg-Körlin in der preußischen Provinz Pommern. Dassower Mühle wurde aber zuletzt amtlich nicht mehr als besonderer Wohnplatz geführt.
Nach 1945 kam der Wohnplatz, wie ganz Hinterpommern, an Polen. Die Mühle verfiel nach 1945. Heute liegt die Stelle im Gebiet der polnischen Gmina Karlino (Stadt- und Landgemeinde Körlin); die Bebauung an dieser Stelle hat in polnischer Sprache keinen besonderen Ortsnamen.